# Radio Pico
Radio Pico è un'emittente radiofonica italiana con sede a Mirandola, in provincia di Modena.
La denominazione della radio è ispirata, come in molte altre aziende mirandolesi, al filosofo rinascimentale Giovanni Pico della Mirandola e alla nobile famiglia Pico, che governò il Ducato della Mirandola per quattrocento anni dal 1311 al 1711.

## Storia

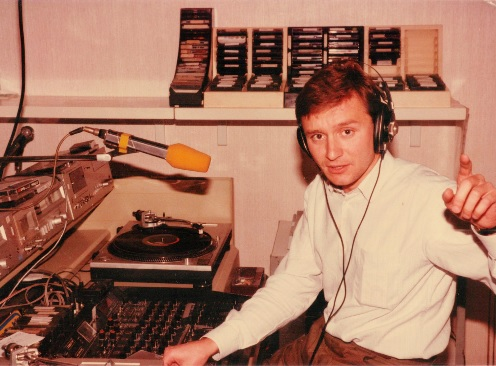
Uno speaker di Radio Pico nel 1976

Nata come radio libera per iniziativa di alcuni amici, dopo due mesi di prove tecniche, le trasmissioni di Radio Pico iniziarono il 25 aprile 1976 a Mirandola.
Inizialmente gli studi si trovavano in vicolo del Palazzo, a fianco del palazzo comunale di piazza della Costituente a Mirandola.
Negli anni 1980 la diffusione viene ampliata alle regioni confinanti di Lombardia e Veneto (Verona). Nel 1990 viene acquistata l'emittente Studio 94 di Poggio Rusco per coprire il Basso mantovano e parte della Lombardia. Per brevissimo tempo, negli anni 1990, cambia denominazione in "Rpm - Radio Pico della Mirandola", ma ritorna al vecchio nome. Nel maggio 1998 acquisisce le frequenze venete di Radio Ombra di Rovigo, consentendo una notevole espansione nell'area del Triveneto.

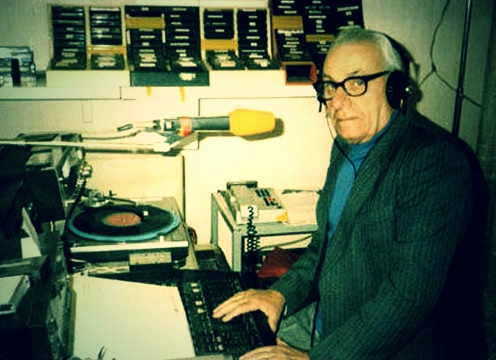
Uno speaker di Radio Pico

Negli anni 2000 gli studi vengono trasferiti nella periferia occidentale di Mirandola, al settimo piano di un grattacielo situato nei pressi di un centro commerciale. L'emittente locale trasmette informazioni ogni 30 minuti diffuse da Inforadio sulla viabilità dell'Autostrada del Brennero nella tratta tra Rovereto e Modena. Nel 2009 l'Audiradio riscontra una media di 39.000 ascoltatori settimanali.
A seguito del terremoto dell'Emilia del 2012 l'edificio e gli studi di Radio Pico hanno subito gravi danni, che hanno costretto l'emittente a lavorare in camper e container. 
Nel 2016 Radio Pico ha registrato una media di 369.000 ascoltatori settimanali e 112.000 ascoltatori giornalieri, di cui 58.000 in Veneto, 36.000 in Lombardia e 18.000 in Emilia-Romagna.

## Diffusione
Radio Pico diffonde il proprio segnale in quattro regioni del Nord Italia (Emilia-Romagna, Veneto, Lombardia e parte del Trentino-Alto Adige) e in streaming su Internet.
Le frequenze principali dell'emittente sono i 106.4 e i 106.6 MHz.
La frequenza 106.4 irradia il segnale dal monte Pastello, a Verona, ad un'altitudine di 1127 metri sul livello del mare, arrivando a coprire una vasta area dell'Italia settentrionale, dalle Alpi fino al crinale degli Appennini.
Le province coperte da questo segnale sono Verona, Mantova, Modena, Reggio Emilia, Parma, Cremona, Brescia, Bologna e Ferrara.
In particolare, la ricezione di Radio Pico su tale frequenza, arriva in molte zone al confine tra Emilia-Romagna e Toscana.
I tratti autostradali coperti dalla frequenza 106.4 sono:
- autostrada A22, da Rovereto a Modena;
- autostrada A4, da Brescia est a Soave;
- autostrada A13, da Rovigo nord a Bologna Arcoveggio;
- autostrada A15, da Parma a Berceto.

La frequenza 106.6 MHz irradia il segnale da Prigna‌no sulla‌ Secchia‌ coprendo le province di Modena e Reggio Emilia.